# Antica Grecia

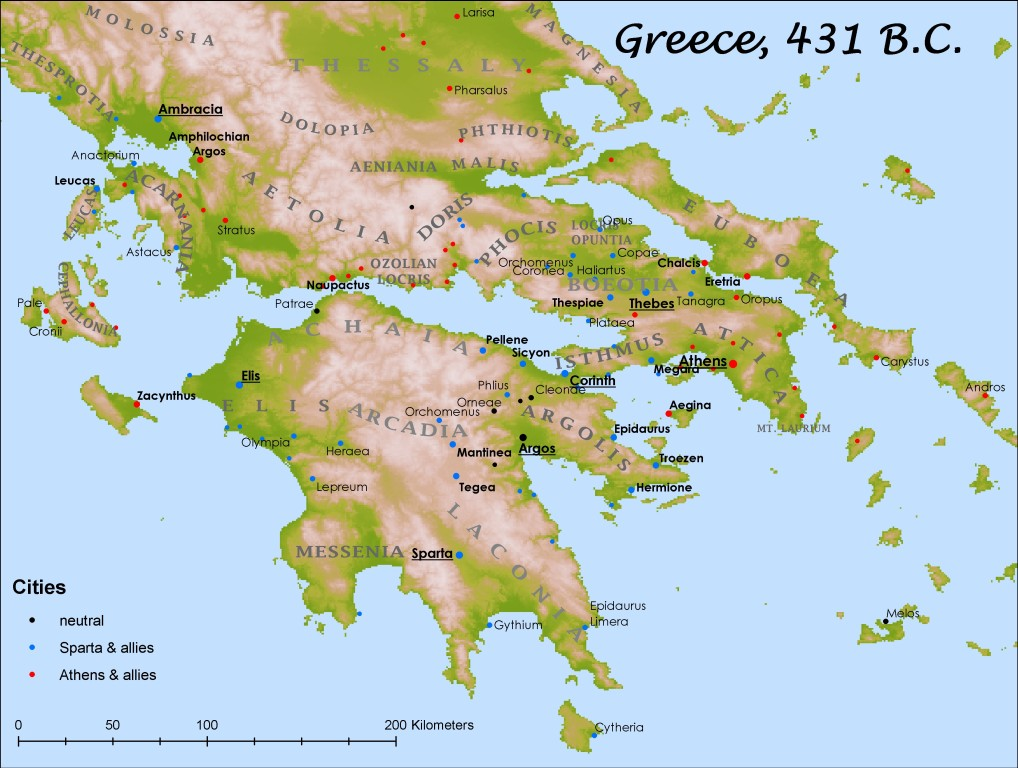
La Grecia nel 431 a.C., alla vigilia della guerra del Peloponneso.

L'antica Grecia (o civiltà greca) è la civiltà sviluppatasi nell'attuale Grecia, in Albania, nelle isole del Mar Egeo, sulle coste del Mar Nero (Turchia occidentale), nella Sicilia orientale e meridionale, sulle zone costiere dell'Italia meridionale (complessivamente denominate poi Magna Grecia), in Nordafrica, in Corsica, in Sardegna, sulle coste orientali della Spagna e quelle meridionali della Francia.
La cultura greca, nonostante la conformazione geografica del continente favorisse l'insorgere di molteplici unità politiche a sé stanti (le poleis), fu un fenomeno omogeneo, che interessò tutte le genti elleniche, accomunate dalla stessa lingua; attribuiva molta importanza alla conoscenza e alla ricerca della verità: per i greci avvicinarsi alla verità significava avvicinarsi alla divinità, pertanto attribuivano un carattere quasi religioso alla conoscenza e alle scienze; in questo contesto gli antichi greci avevano intuito l'importanza della matematica nella ricerca di una conoscenza più vicina alla verità e questo spiegherebbe come la civiltà greca fosse riuscita, nel giro di pochi secoli e con una popolazione limitata in numero, a raggiungere notevoli traguardi nella filosofia, nella matematica e nelle scienze.

## Storia

### L'età del bronzo e la prima età del ferro in Grecia

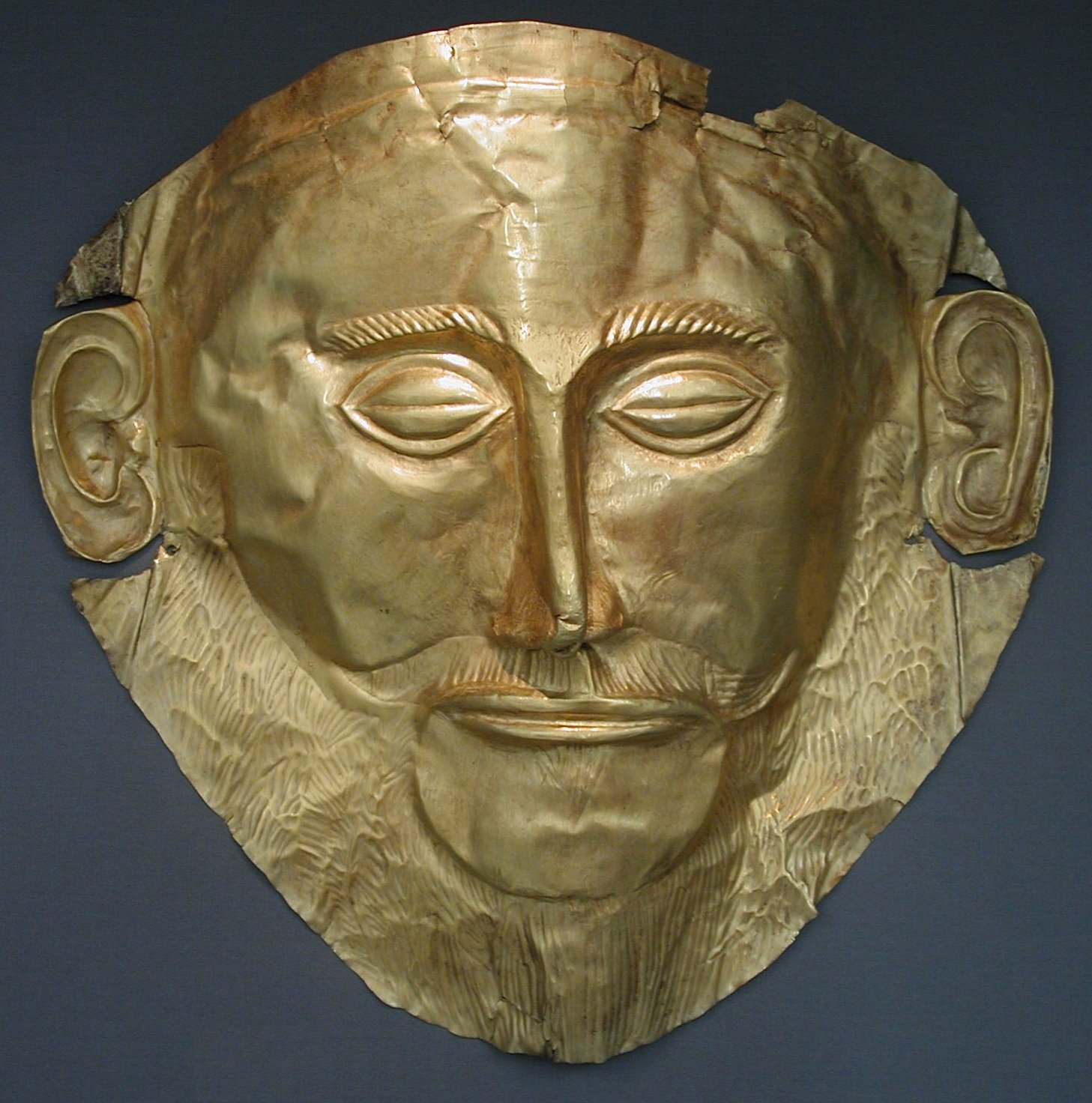
Maschera funeraria in oro, conosciuta come “Maschera di Agamennone”, trovata nella Tomba V di Micene da Heinrich Schliemann (1876), XVI secolo a.C. (Museo Archeologico di Atene).

Le prime civiltà di cui si ha notizia per la Grecia antica sono la cicladica e quella elladica, influenzata dalla civiltà minoica, che sorse a Creta nell'età del bronzo. Forse provenienti da oriente, si sviluppò a Creta l'omonima civiltà che fu fautrice di grandissime opere e che sviluppò la talassocrazia (letteralmente "dominio sul mare"), commerciando con tutto il mediterraneo orientale e creando una società molto evoluta chiamata minoica. Intorno al XVI secolo a.C. nell'attuale Grecia continentale si affermò la civiltà micenea, che si espanse nel bacino egeo, andando a includere i territori che erano stati interessati dalla presenza minoica. 
Successivamente l'espansione micenea interessò anche le coste dell'Anatolia, come testimoniato dall'epopea omerica della Guerra di Troia. La fine della civiltà micenea (XI secolo a.C.), che si verificò in contemporanea con la caduta o la profonda crisi dei grandi imperi del Vicino Oriente, coincide con la fine dell'età del bronzo e l'inizio della prima età del ferro, che si conclude al sorgere delle prime città-stato greche, quando convenzionalmente inizia l'età classica in Grecia (IX secolo a.C.).
Questa fase è stata recepita da una tradizione storiografica che ha le sue radici nel XIX secolo come un periodo di stagnazione chiamato medioevo ellenico, facendo un parallelo con i secoli considerati "bui" del Medioevo dell'era volgare. L'inizio di quest'epoca sarebbe stato causato dalla presunta invasione dorica e dei cosiddetti Popoli del Mare, i quali maneggiavano armi di ferro, che avrebbero disperso facilmente così i già indeboliti Micenei. Questa fase sarebbe terminata quando la civiltà greca sarebbe stata incanalata in un rinascimento che fece espandere il mondo greco dal Mar Nero fino alla Spagna.

### Il periodo arcaico
Verso la fine del IX secolo a.C. il mondo greco fu interessato da una progressiva trasformazione politica ed economica, caratterizzata dall'incremento demografico, dal contatto con le popolazioni ricche e progredite delle isole orientali dell'Egeo e delle coste dell'Asia Minore e da una ripresa degli scambi commerciali. Lentamente l'istituto monarchico perse il proprio potere a favore dell'aristocrazia, che nell'VIII secolo a.C. prese il potere in tutta l'area egea.
Sorsero così le poleis, delle città-stato, che divennero veri e propri centri politici, economici e militari, retti da governi autonomi e indipendenti. Tra l'VIII ed il VII secolo a.C. vi fu un fenomeno migratorio che ebbe notevoli ripercussioni sull'assetto sociale, politico ed economico della Grecia arcaica. La colonizzazione greca, causata dai gravi contrasti di classe', dalle guerre tra città e dall'aumento della popolazione, che fece crescere il fabbisogno di terre e materie prime, interessò sia l'area orientale (Tracia e Mar Nero), sia quella occidentale (Italia meridionale, Francia e Spagna). 
Tra le conseguenze socio-economiche di questa colonizzazione vi furono l'espansione e l'incremento degli scambi commerciali e delle attività artigianali ed industriali e l'introduzione della moneta, favorendo la formazione di una nuova classe di commercianti ed industriali, che progressivamente misero in crisi il predominio dell'aristocrazia.

### Il periodo classico
Il periodo classico, a volte chiamato periodo ellenico, si estende grossomodo tra il V e il IV secolo a.C., convenzionalmente terminando con la morte di Alessandro Magno nel 323 a.C. Il periodo classico in questo senso segue l'epoca arcaica ed è a sua volta seguito dall'epoca ellenistica.

#### Guerre persiane
All'inizio del V secolo a.C. le guerre persiane opposero i Greci ai Persiani dell'Impero achemenide. Esse furono caratterizzate dalla rivolta delle città greche asiatiche contro la dominazione persiana e l'intervento di Atene in loro favore. Le due spedizioni militari dei sovrani Dario I e Serse costituirono i due principali episodi militari del conflitto, che si concluse con la vittoria delle città greche condotte da Atene e Sparta.

#### Egemonia di Atene
Dopo la vittoria sui Persiani, nel 477, Atene, consolidata la propria supremazia navale, si fece promotrice dell'istituzione della Lega di Delo o Lega delio-attica. Intorno al 460 comparve sulla scena ateniese Pericle, capo del "partito" popolare.

#### Guerra del Peloponneso
La crescita della potenza ateniese entrò presto in conflitto con la Lega peloponnesiaca, guidata da Sparta. Un primo scontro tra le due città si concluse nel 445 con una pace trentennale, di poco posteriore alla pace di Callia, stipulata tra Atene e la Persia.
La guerra fu combattuta tra il 431 a.C. ed il 404 a.C., con protagoniste Sparta e Atene e le rispettive coalizioni, e fu caratterizzata da tre fasi: nella prima, la fase Archidamica, Sparta effettuò continui attacchi contro l'Attica, mentre Atene utilizzava la propria potente flotta per colpire le coste del Peloponneso. Questo periodo di scontri si concluse nel 421 a.C. con la firma della pace di Nicia; al 415 a.C. risale infatti la spedizione ateniese in Sicilia; nel 413 a.C. si apre la fase Deceleica, caratterizzata dall'intenzione spartana di fomentare moti di ribellione tra le forze sottoposte ad Atene; questa strategia, unita agli aiuti economici provenienti dalla Persia e all'incapacità da parte degli ateniesi di difendersi, portò nel 404 a.C. alla vittoria della Lega del Peloponneso.

#### Egemonia di Sparta e Tebe

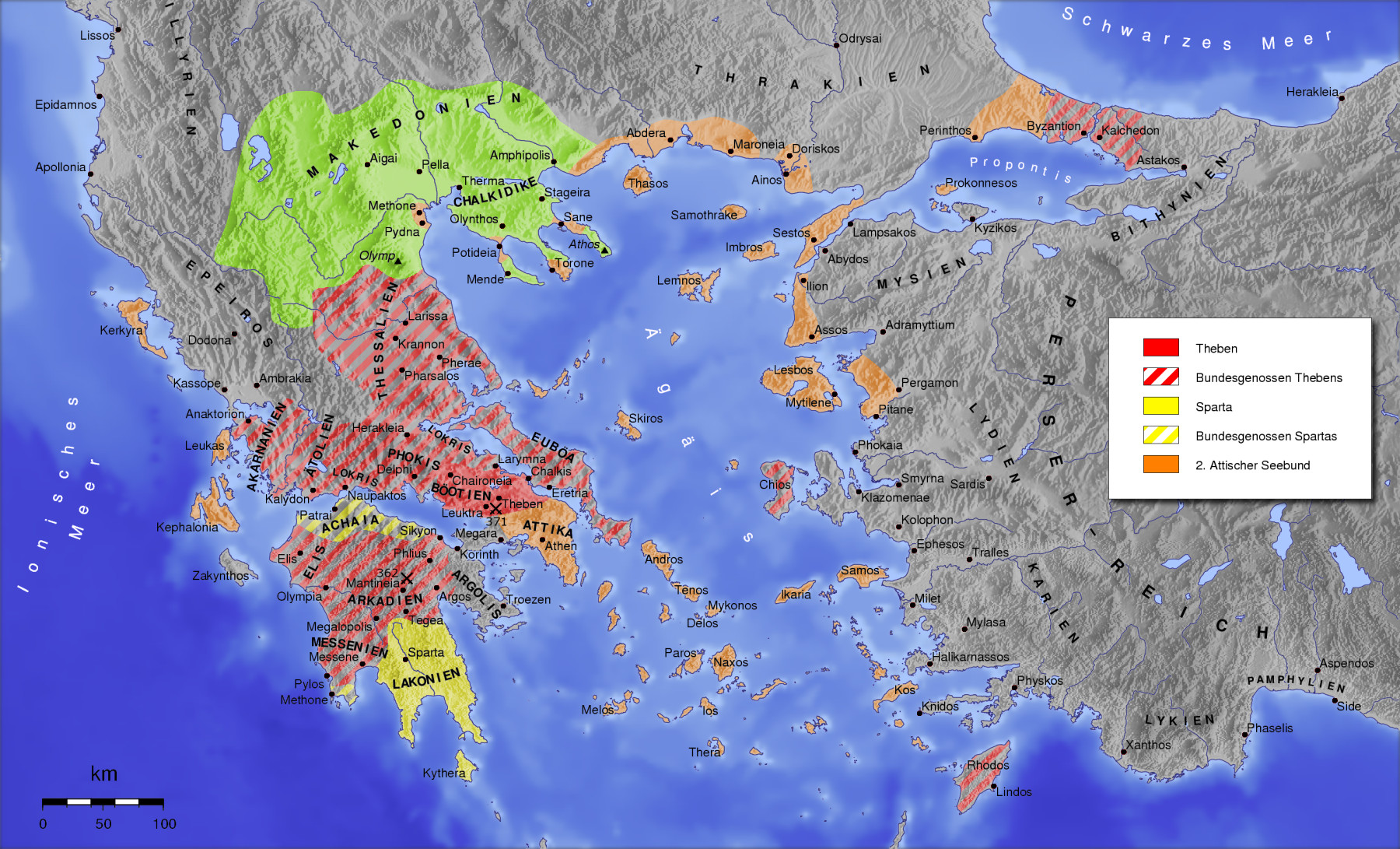
La Grecia nel IV secolo a.C.

La guerra del Peloponneso cambiò il volto della Grecia antica: Atene, che dalle guerre persiane aveva visto crescere enormemente il proprio potere, dovette sopportare alla fine dello scontro con Sparta un gravissimo crollo in favore della forza egemone del Peloponneso. Tutta la Grecia interessata dalla guerra risentì fortemente del lungo periodo di devastazione, sia dal punto di vista della perdita di vite umane sia da quello economico.
Nel 401 Sparta inviò in Asia un corpo di 13.000 mercenari per sostenere Ciro il Giovane nel suo tentativo di rovesciare il fratello Artaserse II e salire così sul trono dell'impero persiano.
Nell'estate del 395 a.C. scoppiò la guerra in Grecia e Tebe, Atene, Argo e Corinto si allearono in funzione antispartana, dando vita alla guerra corinzia. 
Questa si concluse nel 387, con la "pace del re" o trattato di Antalcida, le cui clausole sancivano il dominio persiano sulle città dell'Asia minore e l'autonomia delle città greche della madrepatria. Seguirono altri conflitti tra Sparta e Tebe, fino alla sconfitta spartana nella battaglia di Leuttra (luglio 371). Il risultato della battaglia sancì la fine della supremazia di Sparta, costretta a sciogliere la Lega peloponnesiaca, e l'affermazione di Tebe come potenza egemone in Grecia.

#### Regno di Macedonia
L'esasperazione dei cittadini nei confronti delle interminabili guerre tra le città portò alla convinzione che la pace e l'unità potessero essere raggiunte solo attraverso l'intervento di un principe straniero. Così Filippo II di Macedonia, la cui casa reale si era ellenizzata dai tempi delle guerre persiane, riuscì ad entrare nelle discordie tra i greci e ad imporre la sua talassocrazia.

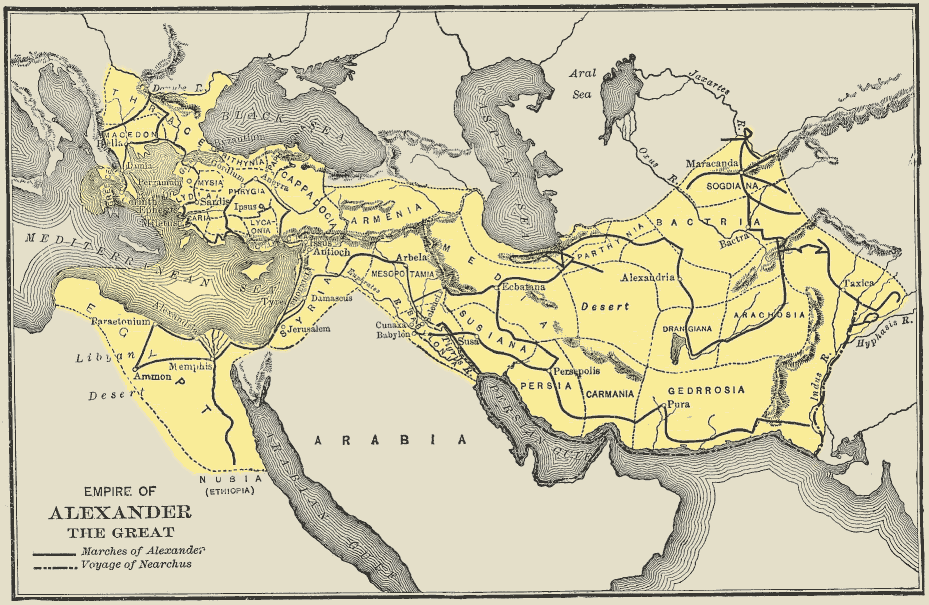
Mappa dell'impero di Alessandro.

Con le imprese del figlio di Filippo, Alessandro Magno, cessarono tutte le libertà delle polis greche. I successi del principe macedone furono visti però come il coronamento di un sogno: la grande vittoria della Grecia unita contro il popolo persiano. A rafforzare il sostegno verso Alessandro, fu l'ambizione stessa del giovane condottiero, che intendeva varcare l'Ellesponto, per conquistare il mondo e creare un regno universale, coeso dalla cultura greca. La spedizione di Alessandro Magno (334-323 a.C.) può, per importanza e conseguenze, essere considerata uno degli eventi epocali nella storia del mondo antico. La portata di quella che è stata chiamata la rivoluzione alessandrina fu talmente rilevante, per le implicazioni politiche e per i mutamenti culturali che ingenerò, da determinare la fine dell'era classica e l'inizio dell'era cosiddetta ellenistica, iniziata dopo la nascita di Alessandro Magno nel 334a.C.

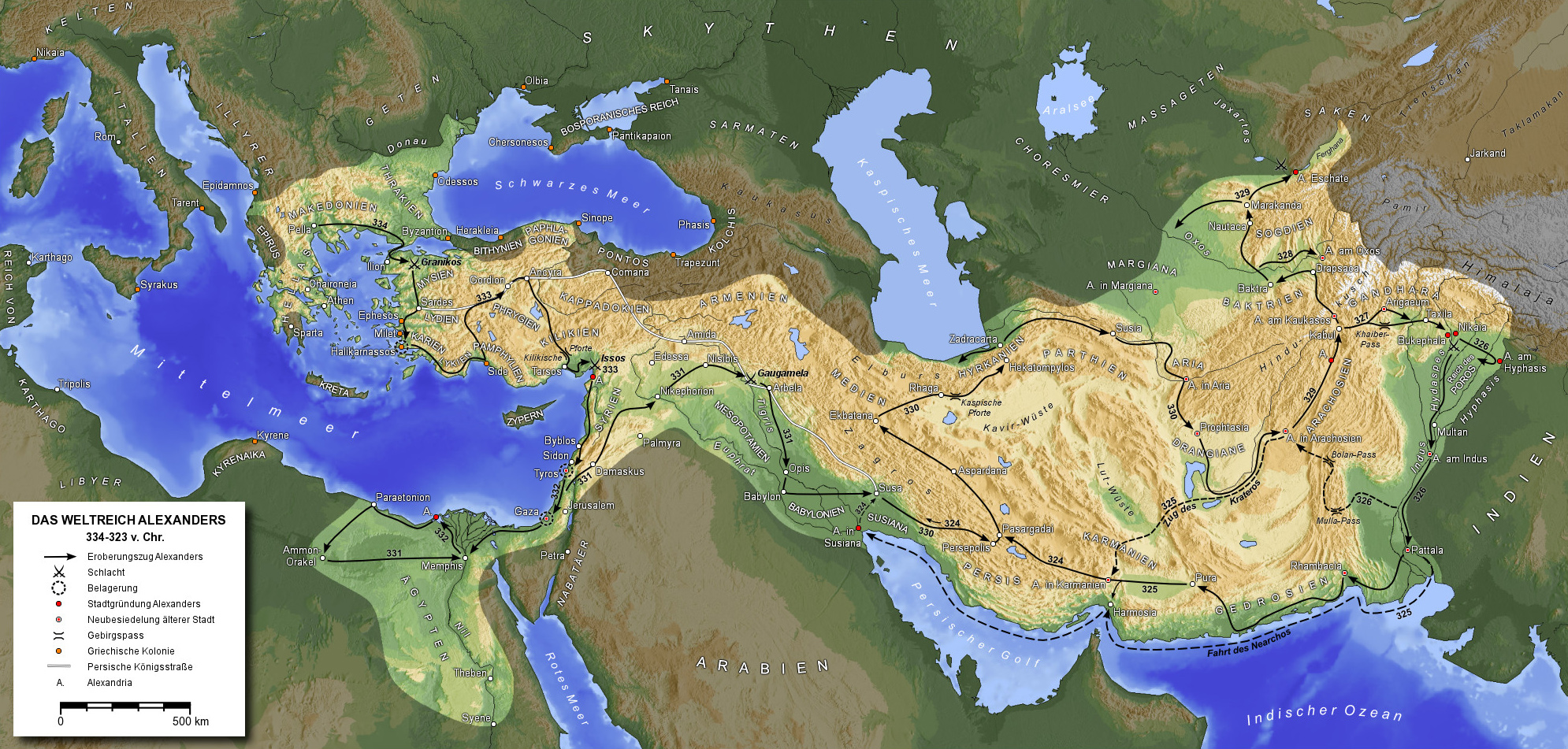
L'estensione dell'impero macedone alla morte di Alessandro Magno.

Dopo le vittorie del Granico e di Isso, Alessandro occupò l'Egitto, fondando la città di Alessandria. Nell'autunno del 331 Alessandro sconfisse Dario III a Gaugamela ed occupò Babilonia, Susa e Persepoli, decretando la fine dell'impero persiano. Ormai in fuga, Dario III fu assassinato dai suoi stessi generali nel luglio del 330. Alessandro intraprese la conquista dell'India, ma, dopo aver attraversato l'Indo e vinto il rajah Poro nella battaglia dell'Idaspe, fece ritorno a Babilonia. Nel giugno del 323 il grande re macedone morì a Babilonia per una febbre malarica; tramontò così il suo sogno della realizzazione di un impero universale.
Grazie alle sue conquiste, la civiltà greca si diffuse nel mondo mediterraneo e orientale, ingenerando tali mutamenti culturali da determinare la fine dell'era classica e l'inizio dell'era cosiddetta ellenistica.

### Il periodo ellenistico
Dopo la morte di Alessandro, ci fu un'accesa lotta fra i suoi successori, i Diadochi. Nel 323 a.C. il generale Perdicca regge l'Impero in nome del figlio di Alessandro; Antipatro ottiene il controllo della Macedonia e della Grecia, mentre Antigono I Monoftalmo controlla la Frigia e la Lidia, Tolomeo I l'Egitto e Lisimaco la Tracia.
Ma dopo la morte di Antipatro (319 a.C.) e l'assassinio dei familiari di Alessandro, cominciano le dispute; infatti Antigono condanna a morte Eumene di Cardia e mira a diventare unico signore ma gli altri non vogliono lasciare i loro domini, si arriva così alla Guerra dei Diadochi (315 a.C.-301 a.C.). La battaglia di Ipso decreta la sconfitta di Antigono e la creazione di quattro regni:, alla fine della quale, nel 281 a.C., il suo enorme impero fu smembrato in tre grandi regni.

### La conquista romana
A partire dal 215 a.C., Roma intervenne in Grecia più volte in occasione delle guerre macedoniche a causa dell'alleanza stretta da Annibale con Filippo V di Macedonia. Dopo aver ottenuto l'alleanza di Atene, del regno di Pergamo e della Lega etolica, i Romani sbarcarono in Grecia e nel 197 a.C. il console Tito Quinzio Flaminino sconfisse Filippo nella battaglia di Cinocefale. La pace che seguì stabilì l'alleanza tra Roma e la Macedonia e il ritiro di ogni guarnigione macedone dalla Grecia. La libertà della Grecia fu proclamata da Flaminino durante i Giochi istmici di Corinto, mandando la folla in delirio. L'anno dopo i Romani evacuarono la Grecia, ma gli Etoli, delusi dalle clausole della pace che giudicavano penalizzanti per se stessi, assunsero un atteggiamento ostile verso Roma.
Nel 193 a.C. il re seleucide Antioco III il Grande sbarcò in Grecia, deciso a porla sotto la propria egemonia. I Romani sconfissero Antioco nella battaglia delle Termopili, costringendolo ad evacuare la Grecia e tornare in Asia.
Alla morte di Filippo V, nel 179 a.C., salì sul trono di Macedonia il figlio Perseo, il quale desiderava ripristinare l'egemonia macedone sulla Grecia. In seguito alla sua sconfitta nella battaglia di Pidna, la Macedonia fu suddivisa in quattro repubbliche che non dovevano avere alcun rapporto tra loro.
Successivamente, nel 146 a.C. gli Elleni furono sconfitti nella battaglia di Corinto, che fu poi rasa al suolo; la Grecia e la Macedonia divennero, così, province della Repubblica romana.

## Cultura

### Religione

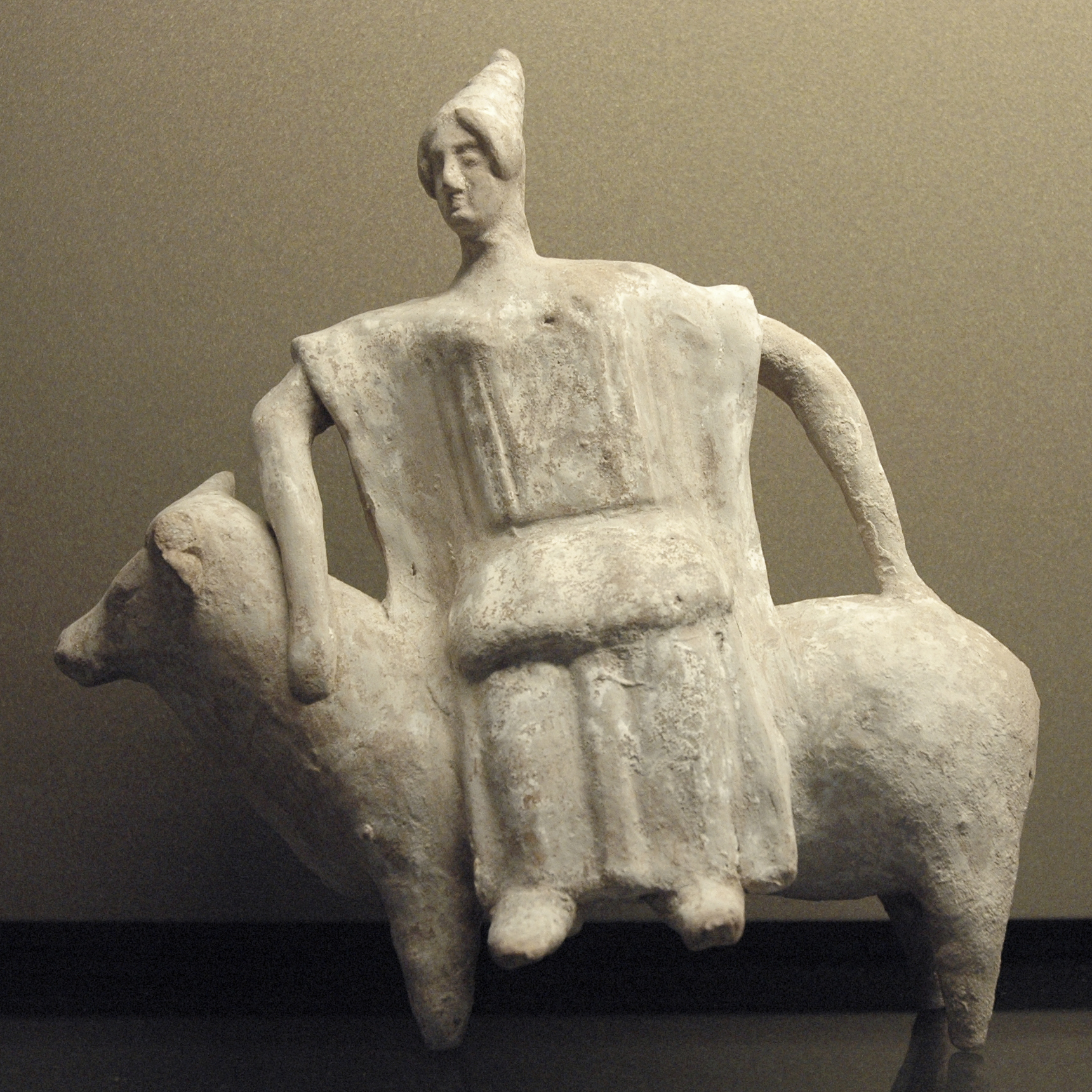
Zeus in forma di toro rapisce Europa (principessa fenicia che verrà poi portata a Creta, infatti vi sono teorie che dimostrano come lo sviluppo di Creta e dei Micenei sia dovuto anche a migrazioni fenice). Statuetta in terracotta dalla Beozia, 470–450 a.C. (Museo del Louvre).

La religione greca è l'insieme di credenze, miti, rituali, culti misterici, teologie e pratiche teurgiche e spirituali professate nella Grecia antica, sotto forma di religione pubblica, filosofica o iniziatica.
Le origini di questa religione vanno individuate nella preistoria dei primi popoli abitanti l'Europa, nelle credenze e nelle tradizioni di differenti popoli indoeuropei che, a partire dal XXVI secolo a.C., migrarono in quelle regioni, nelle civiltà minoica e micenea e nelle influenze delle civiltà del Vicino Oriente antico occorse lungo i secoli.
La "religione greca" cessò di essere con gli editti promulgati dall'imperatore romano di fede cristiana Teodosio I, il quale proibì tutti i culti non cristiani, ivi compresi i misteri eleusini, e con le devastazioni operate dai Goti lungo il IV e il V secolo d.C.
La mitologia greca è la raccolta di tutti i miti e le leggende appartenenti alla cultura degli antichi greci ed elleni che riguardano i loro dei ed eroi, la loro concezione del mondo, i loro culti e le pratiche religiose. Essa si compone di un vasto repertorio di racconti (λόγοι) che spiegano l'origine del mondo ed espongono dettagliatamente la vita e le vicende di un gran numero di divinità, eroi ed eroine, mostri e altre creature mitologiche. Questi racconti furono inizialmente composti e diffusi in una forma poetica e compositiva orale, mentre sono invece giunti fino a noi principalmente attraverso i testi scritti della tradizione letteraria greca. La mitologia greca ha avuto una grandissima influenza sulla cultura, le arti e la letteratura della civiltà occidentale e la sua eredità resta tuttora ben viva nei linguaggi e nelle culture europee.

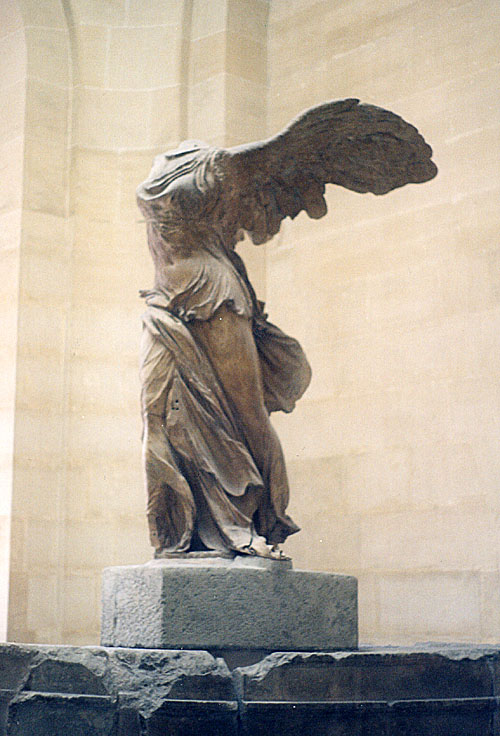
La Nike di Samotracia, 200 a.C. (Museo del Louvre).

#### Giochi e festività
Ogni aspetto della vita dell'uomo greco aveva sempre e comunque una valenza religiosa, tanto che è estremamente difficile distinguere nella società greca l'ambito "sacro" da quello "profano". Esempi di questa commistione socio-religiosa sono i giochi e le festività greche. Gli agoni e in particolar modo i giochi olimpici rappresentavano per il mondo greco un'occasione eccezionale, nel corso della quale le città interrompevano le proprie dispute e riuscivano a riconoscersi reciprocamente come sorelle. In un certo modo rappresentarono il punto più alto della cultura ellenica, riuscendo a rappresentare concretamente gli ideali di aretè (ἀρετή) cui tendevano i racconti mitici.
Tra le festività greche si ricordano le panatenee, le dionisie e le tesmoforie. Grande importanza ricoprivano i santuari panellenici, fra cui i più importanti erano il santuario di Zeus di Olimpia e quello di Apollo a Delfi, sede dell'oracolo di Delfi.

### Letteratura

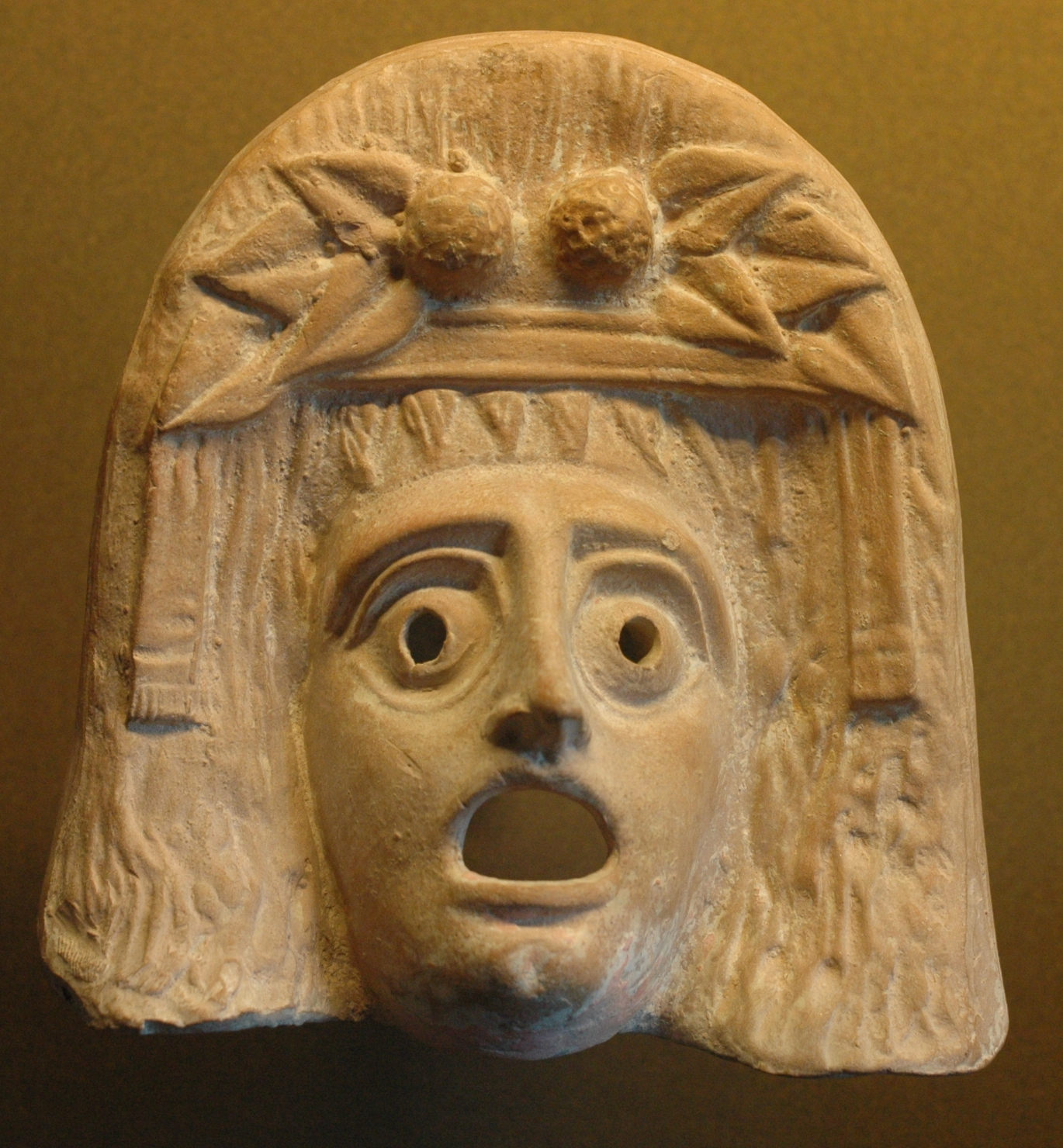
Maschera di Dioniso, figurina in terracotta del 200-201 a.C. (Museo del Louvre).

L'incipit dell'Iliade.

La letteratura greca, espressione dell'antica Grecia e della sua ricchissima cultura, è tra gli elementi fondanti dell'idea moderna di Occidente. Elevatasi fin dalle origini grazie ai capolavori di Omero ed Esiodo, la letteratura greca ha permeato la storia della letteratura con contributi fondamentali in ogni genere letterario, come la poesia, con i versi di Alceo, Saffo, Anacreonte, Pindaro, Callimaco e Teocrito, la tragedia, con i drammi di Eschilo, Sofocle ed Euripide, le commedie di Aristofane, l'oratoria di Isocrate, Lisia e Demostene, e i grandi storici, da Erodoto a Tucidide, a Senofonte, fino a Plutarco.
Importante anche il teatro greco. Gli Ateniesi organizzavano alcuni giorni l'anno grandi festività durante le quali i maggiori autori teatrali dell'epoca gareggiavano per conquistare la vittoria. Gli attori, esclusivamente uomini anche nelle parti femminili, indossavano maschere che li rendevano riconoscibili anche a grande distanza. La recitazione era rigorosamente in versi, e alle parti soliste si accompagnava un coro, gruppo di attori che assolveva la funzione di collegamento delle scene, commento e narrazione della trama. La forma d'arte di ispirazione più elevata era considerata la tragedia, i cui temi ricorrenti erano derivati dai miti e dai racconti eroici. Le commedie, di carattere più leggero e divertente, prendevano spesso di mira la politica, i personaggi pubblici e gli usi del tempo.

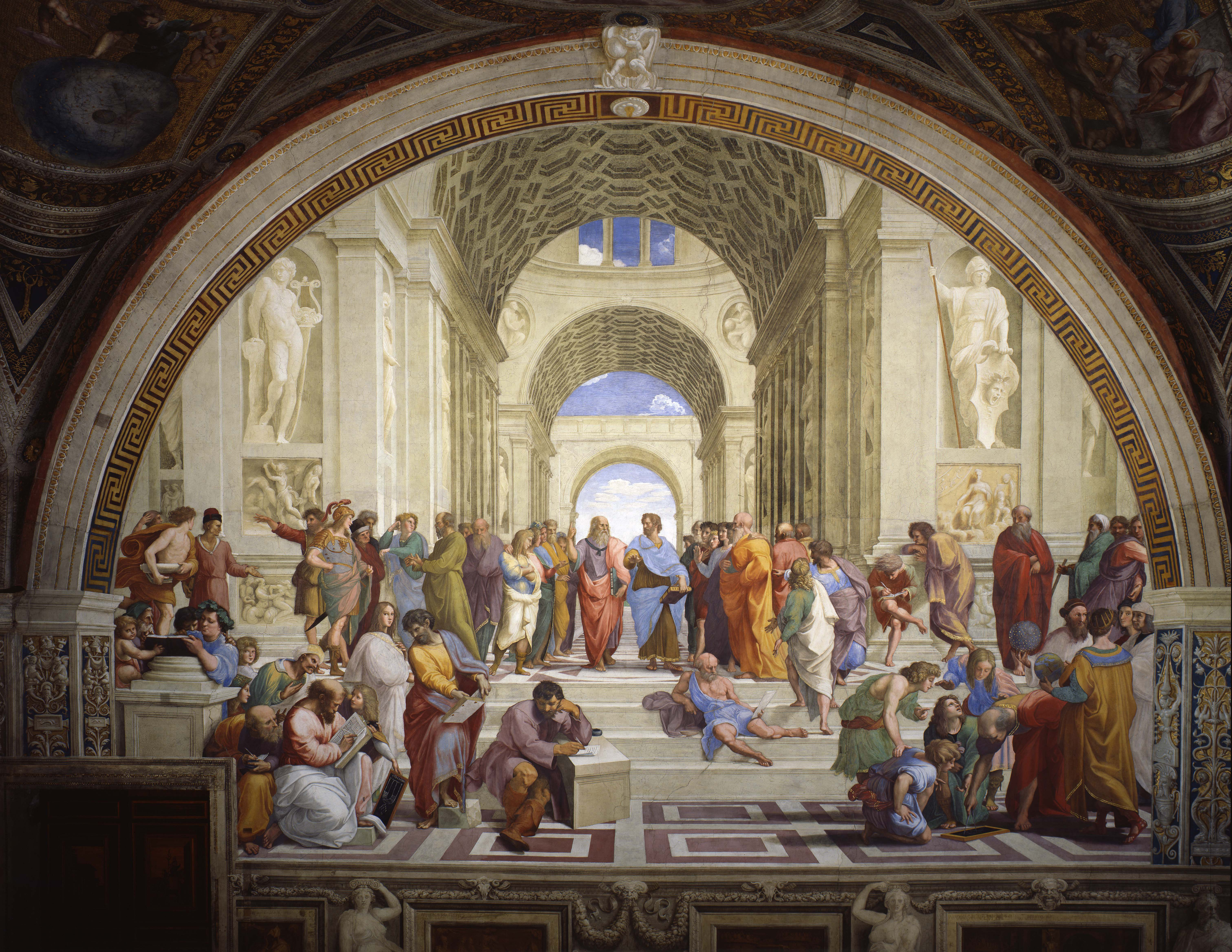
La Scuola di Atene, affresco di Raffaello Sanzio, 1510 (Stanza della Segnatura, Palazzi apostolici, Città del Vaticano).

### Filosofia
La filosofia greca rappresenta, nell'ambito della storia della filosofia occidentale, il primo momento dell'evoluzione del pensiero filosofico. Dal punto di vista cronologico, si identifica questa fase con il periodo che va dal VII secolo a.C. alla chiusura dell'Accademia di Atene, avvenuta nel 529 d.C. con l'editto di Giustiniano.
Attraverso i secoli i grandi pensatori greci da Talete a Pitagora, dai Presocratici a Socrate, da Platone ad Aristotele, fino ad arrivare alle scuole di pensiero del Cinismo, dello Scetticismo, dell'Epicureismo e dello Stoicismo, hanno costruito i capisaldi del pensiero della civiltà occidentale.

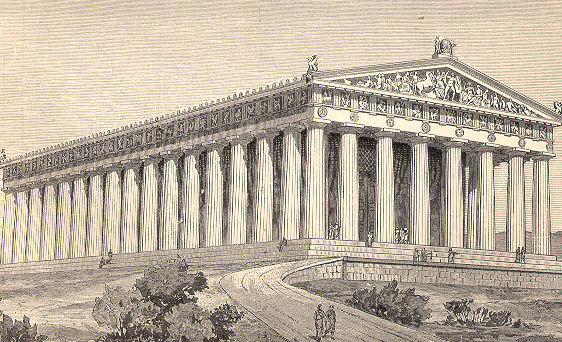
Ricostruzione del Partenone di Atene (illustrazione da

### Arte
L'arte greca ha esercitato un'enorme influenza culturale in molte aree geografiche dal mondo antico fino ai nostri giorni, soprattutto nel campo della scultura e dell'architettura. In Occidente ebbe un forte influsso sull'arte romana imperiale, al punto che quest'ultima ne fu a volte considerata una mera derivazione. In Oriente le conquiste di Alessandro Magno avviarono un lungo periodo di scambi tra le culture della Grecia, dell'Asia centrale e dell'India (arte greco-buddhista del Gandhāra), con propaggini addirittura in Giappone. A partire dal Rinascimento, in Europa l'estetica e l'alta capacità tecnica dell'arte greca ispirarono generazioni di artisti e fino al XIX secolo; la tradizione classica derivata dalla Grecia ha dominato l'arte all'interno della cultura occidentale.

#### Architettura

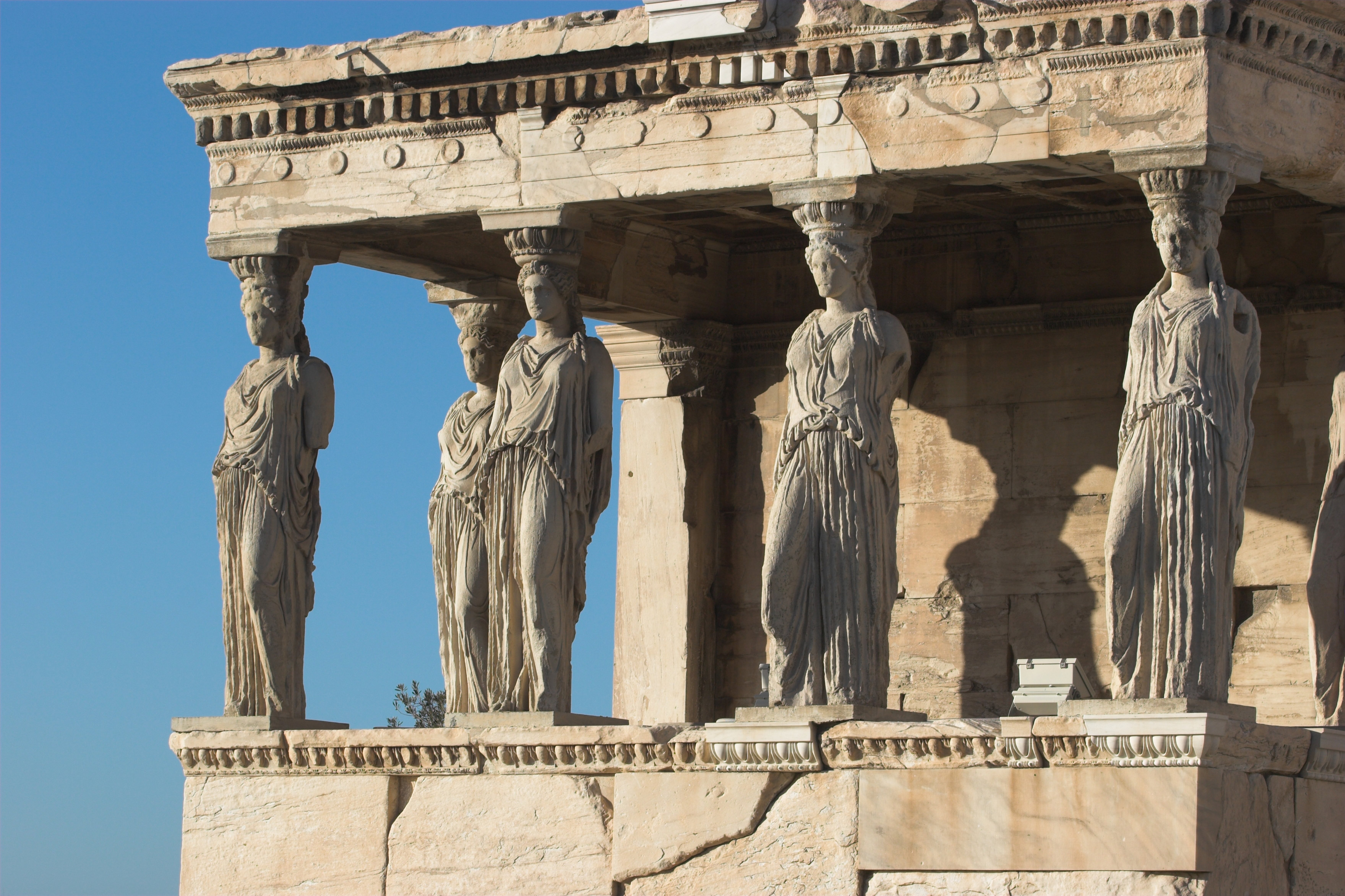
La loggia con le Cariatidi dell'Eretteo, presso l'Acropoli di Atene.

L'architettura greca riveste particolare importanza per tutta la storia dell'architettura occidentale. La codificazione che, nel periodo arcaico, verrà sviluppata per l'architettura templare nei tre ordini dorico, ionico e corinzio diventerà con l'ellenismo il linguaggio universale del mondo mediterraneo.
L'architettura romana rielaborerà questo linguaggio, mantenendolo invariato nelle sue componenti essenziali grammaticali, e verrà di nuovo riscoperto (senza in realtà essere mai stato dimenticato) nel rinascimento e nei secoli successivi fino al XIX secolo.

#### Scultura

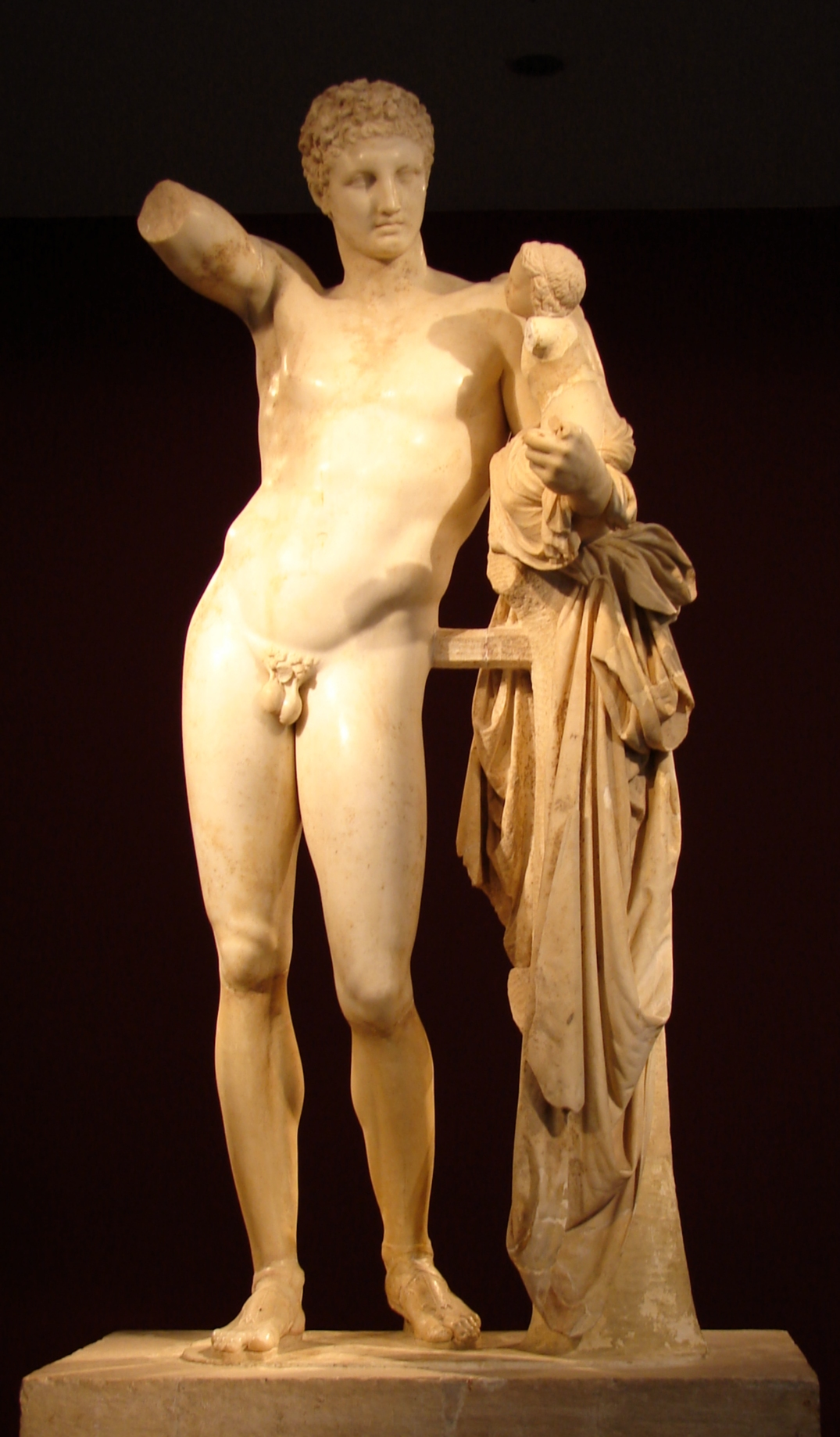
Hermes con il piccolo Dioniso, opera di Prassitele (Museo archeologico di Olimpia).

La scultura è probabilmente l'aspetto più conosciuto dell'arte greca, quello che per un contemporaneo meglio esprime il bello ideale e la perfezione plastica.
Solo una piccola parte della produzione scultorea greca è giunta fino a noi. Molti dei capolavori descritti dalla letteratura antica sono ormai perduti o gravemente mutilati, e la stragrande maggioranza e in particolare le statue in bronzo, il cui materiale era più facilmente riutilizzabile, ci è conosciuta solo da copie di epoca romana, più o meno fedelmente riprodotte. Infine la nostra visione della scultura antica è distorta, poiché ritrovamenti e studi scientifici hanno dimostrato come la policromia di statue e architetture fosse una caratteristica imprescindibile delle opere, ma solo in rarissimi casi essa si è preservata fino a noi.
Tradizionalmente si distinguono nella scultura greca cinque periodi: il periodo dedalico (VII secolo a.C.), il periodo arcaico (VI secolo a.C., fino al 480 a.C., distruzione da parte dei Persiani delle mura dell'Acropoli di Atene), il primo periodo classico (V secolo a.C.), rappresentato da scultori quali Fidia, Mirone e Policleto, il periodo tardo classico (IV secolo a.C., fino al 323 a.C., morte di Alessandro Magno), rappresentato da Prassitele, Skopas e Lisippo ed il periodo ellenistico (dalla morte di Alessandro Magno nel 323 a.C. alla conquista romana del 146 a.C.).

#### Ceramica

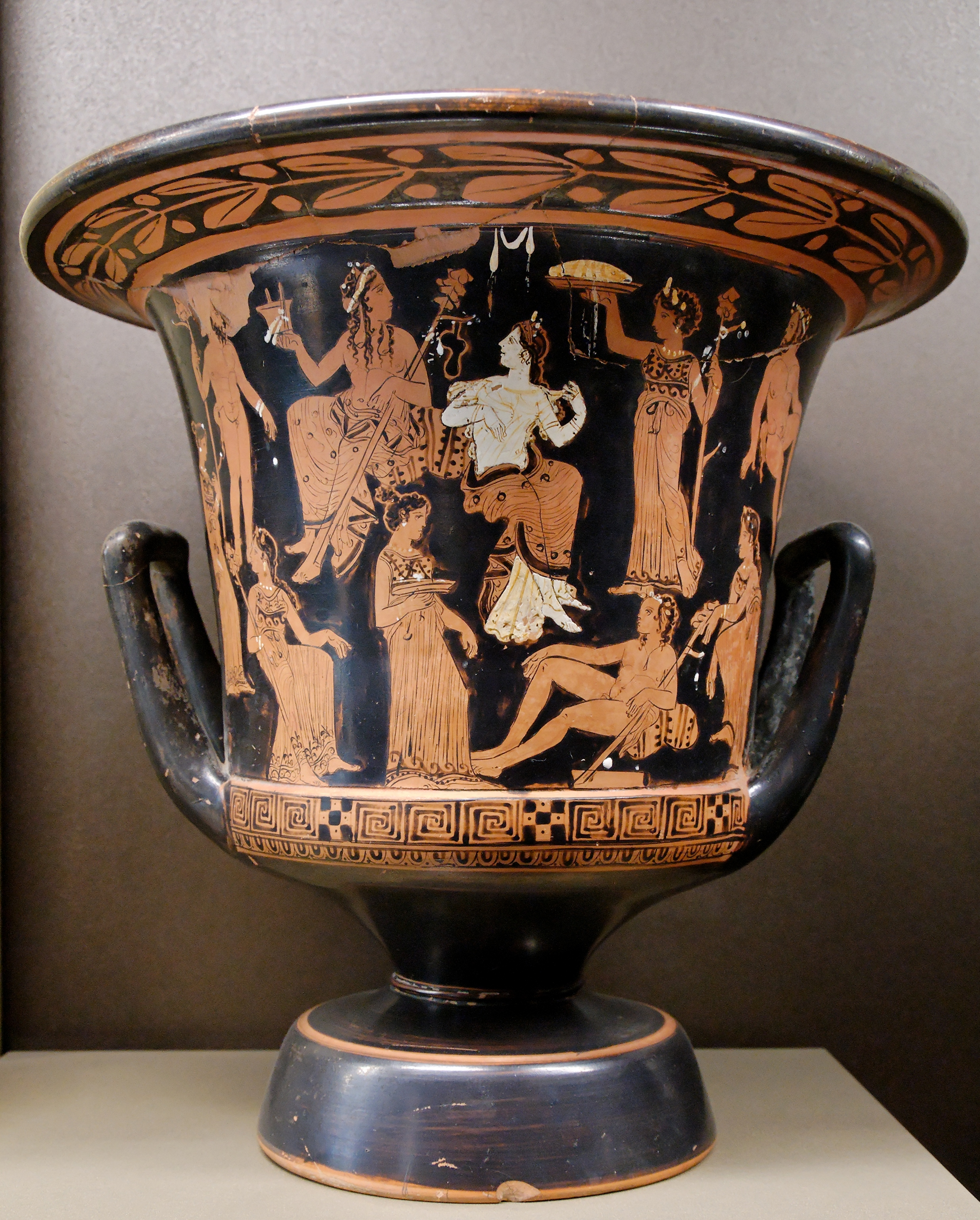
Cratere a calice a figure rosse da Tebe (c. 400-375 a.C.) raffigurante Dioniso, Arianna, satiri e baccanti.

L'arte della ceramica e della pittura vascolare raggiunse nella Grecia antica un alto livello di qualità artistica ed è anche una testimonianza privilegiata della vita e cultura degli antichi Greci.
I vasi greci sono pervenuti ai giorni nostri in gran numero, ma la quantità dei ritrovamenti ceramici rappresenta probabilmente solo un'infima parte della produzione dell'epoca, anche in considerazione del fatto che esistono oggi più di 50.000 vasi provenienti dalla sola Atene.
La ceramica greca è caratterizzata dalla grande varietà di forme vascolari e dall'evoluzione degli stili decorativi, dallo stile geometrico alla ceramica a figure nere e a quella a figure rosse.

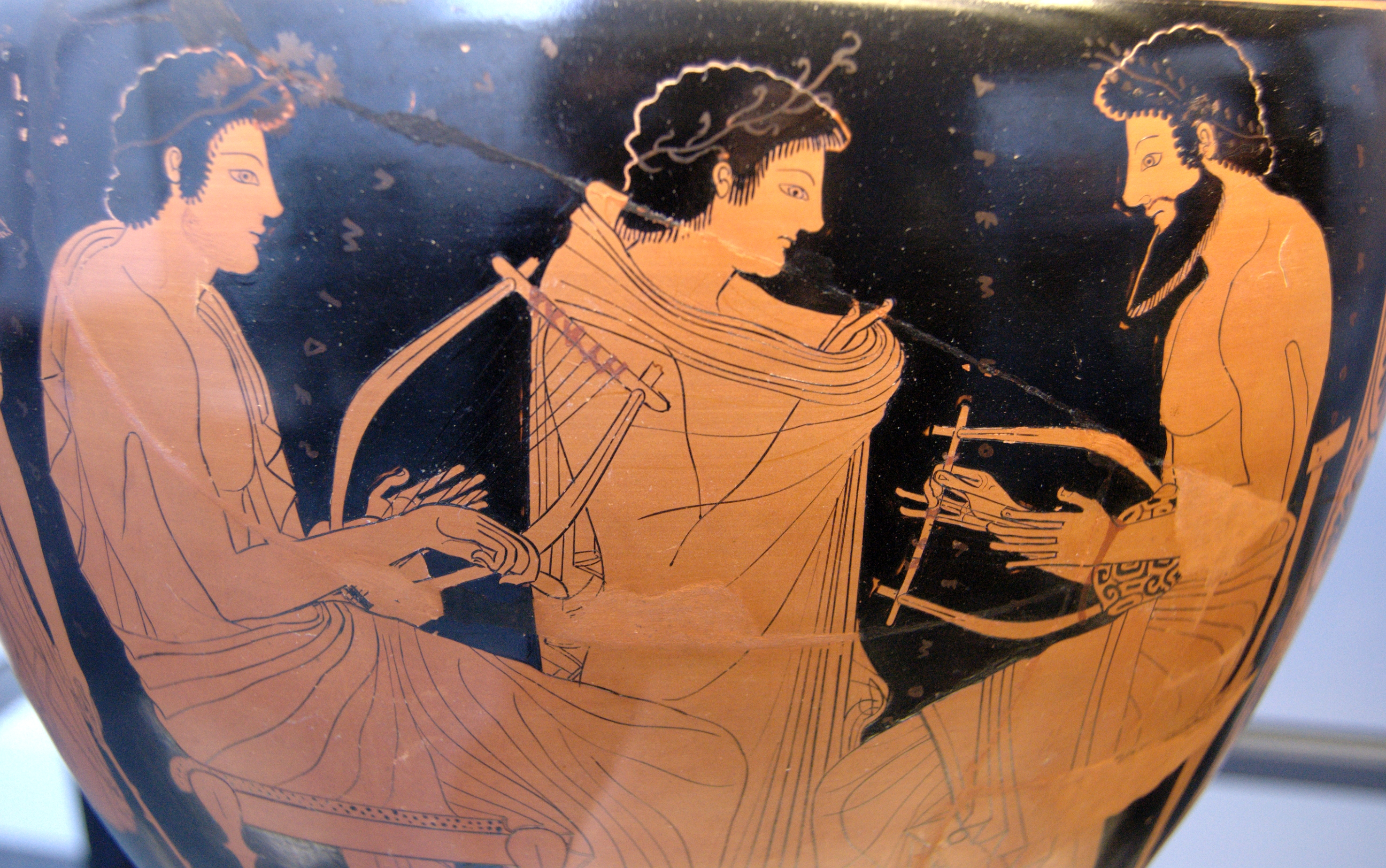
Lezione di musica; particolare da un'hydria attica a figure rosse, c. 510 a.C. (Staatliche Antikensammlungen - Inv. 2421).

### Musica
Nell'antica Grecia la musica occupava un ruolo di grande rilievo nella vita sociale e religiosa. Per i greci la musica era un'arte che comprendeva, oltre alla musica stessa, anche la poesia, la danza, la medicina e le pratiche magiche. L'importanza della musica nel mondo greco è testimoniata da numerosi miti che la riguardano, come quello di Orfeo, considerato l'inventore della musica.
Durante il periodo arcaico (dalle origini al VI secolo a.C.) la musica era praticata solamente da professionisti: gli aedi e i rapsodi. Questi declamavano i miti accompagnandosi con uno strumento musicale e tramandavano la musica oralmente. In seguito nel periodo classico (dal VI secolo a.C. al IV secolo a.C.) la musica entrò a far parte del sistema educativo e così venne divulgata. A questo periodo risalgono pochissime fonti di scrittura musicale che erano soltanto di aiuto ai professionisti, perciò la musica veniva ancora tramandata oralmente. Sempre nel periodo classico si sviluppò la tragedia. I soggetti della tragedia erano presi dai miti letterari e consistevano in dialoghi tra due o tre personaggi alternati da canti corali. Gli attori erano tutti uomini, indossavano maschere e recitavano con l'accompagnamento della musica. La struttura architettonica del teatro era costituita da una gradinata a semicerchio per il pubblico, di fronte c'era il palco dove si esibivano gli attori e tra gradinata e palco c'era l'orchestra dove si trovava il coro.
I greci usavano diversi strumenti. I più comuni erano la lira o cetra, sacra al dio Apollo, e l'aulos sacro al dio Dioniso. Erano in uso anche strumenti a percussione tra cui i tamburi e i cimbali, meglio noti come piatti.

### Scienza

Schema del Meccanismo di Anticitera

Le acquisizioni scientifiche delle civiltà preesistenti, soprattutto egiziane e babilonesi per le conoscenze matematiche, geometriche e astronomiche, ma anche mediche, chimiche e relative a varie tecnologie, vennero non solo elaborate e integrate dalla speculazione scientifica greca in una organica costruzione sistematica, ma anche ampliate ed arricchite di nuove teorie. Queste, soprattutto a partire dalla metà del II secolo a.C., andarono in gran parte perdute e misconosciute e solo con gli arabi e in seguito con il Rinascimento furono in parte riprese e diedero impulso alla rinascita scientifica del mondo occidentale.
Ad un periodo delle origini, contraddistinto dalle speculazioni filosofiche dei presocratici, come Anassimandro, Anassimene ed Eraclito, seguì quello caratterizzato da una vasta elaborazione teorica, parzialmente presentata in alcune opere di Platone ed Aristotele. La vera fioritura scientifica, caratterizzata dalla distinzione tra filosofia e scienza, avvenne solamente con l'età ellenistica, grazie all'incontro tra tecnologie delle millenarie civiltà mesopotamica ed egizia con lo spirito critico e le capacità logiche sviluppati nelle città greche. Un ruolo importante ebbe Alessandria d'Egitto, il più importante centro degli studi scientifici e dell'elaborazione culturale dell'epoca sviluppatosi anche grazie all'impulso dei primi sovrani della dinastia tolemaica (v. a. Biblioteca di Alessandria). Questo periodo culturale può vantare lo sviluppo di metodologie di indagine razionali e rigorose, accurate specializzazioni in varie discipline particolari e realizzazioni tecnologiche che resteranno ineguagliate per molti secoli.
Le donne nell'antica Grecia non godevano di molti diritti, essendo escluse dalla cittadinanza, e, ad Atene, dal possedere medie e grandi proprietà.

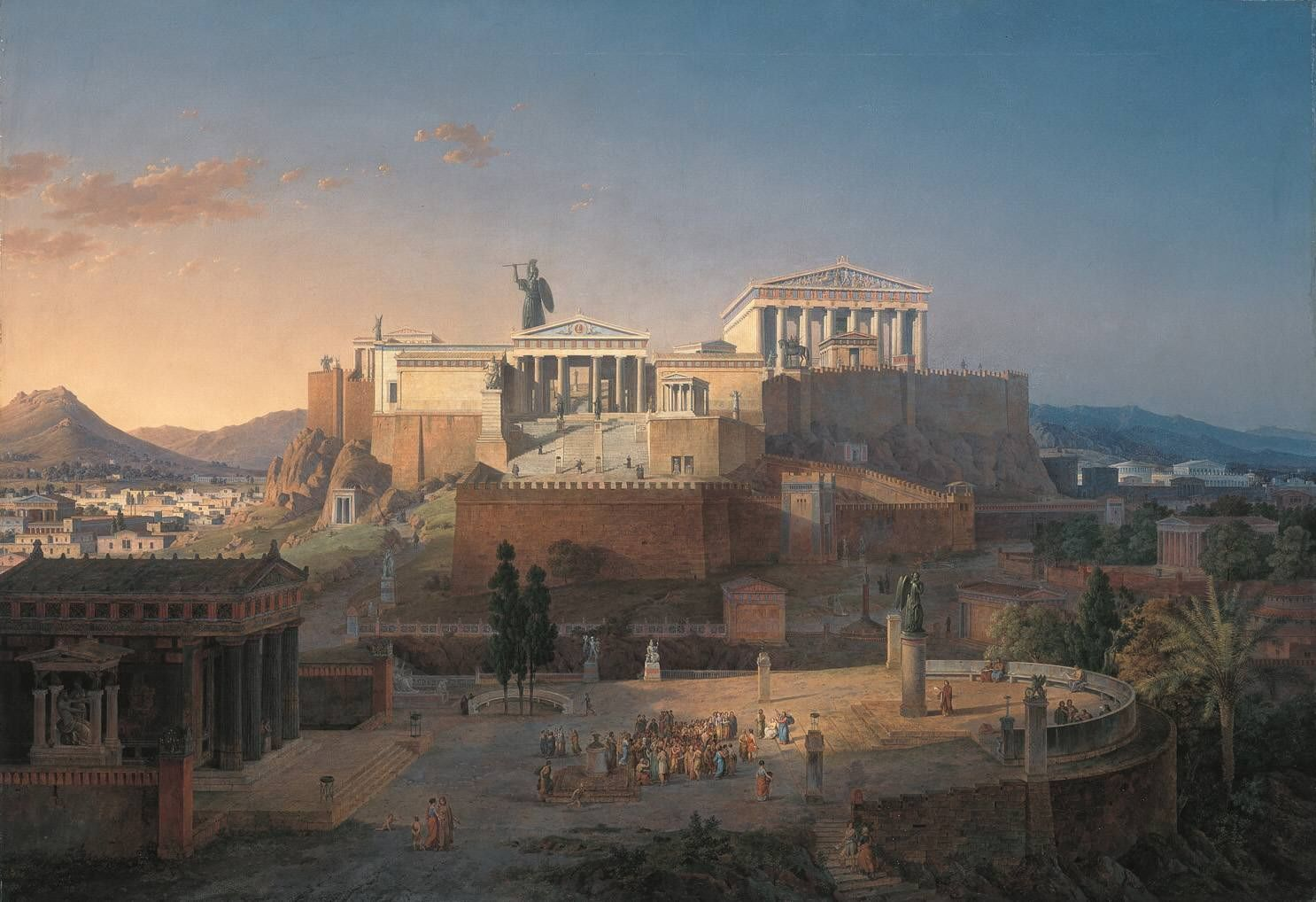
Idealistica ricostruzione dell'Acropoli e dell'Areopago di Atene: dipinto di Leo von Klenze, 1846 (Neue Pinakothek, Monaco di Baviera).

## Politica e società

### Politica
Le città greche sono le prime di cui abbiamo notizia ad aver concentrato l'attenzione sul processo decisionale, invece che sui requisiti di un governo efficiente e sulle modalità di attuazione delle delibere. Essi crearono e perfezionarono le tecniche per l'esercizio del potere deliberativo in ambito pubblico, il cui principale strumento era la persuasione ottenuta con argomentazioni razionali. I Greci svilupparono anche quel particolare metodo di affrontare i problemi e le procedure politiche per cui, partendo dalla situazione particolare, si arriva ai principi generali: in questo senso possiamo dire che i Greci inventarono la politica e il pensiero politico. Il loro primato nella storia del pensiero politico e sociale occidentale si evince dal fatto che tutte le parole e i concetti più importanti della teoria politica derivano dal linguaggio greco.
Tuttavia parole di origine greca come "politica", "democrazia" e "tirannide" avevano per loro significati assai diversi da quelli attuali: per i Greci le questioni del potere e del controllo erano marginali, lo scopo della politica era far emergere la volontà generale dell'azione, non elaborando una teoria della sovranità. La comunità (koinonia) era tutto, i sistemi politici greci avevano il compito di subordinare il gruppo alla comunità, con il risultato che i gruppi che riuscivano ad acquisire importanza politica non erano gruppi marginali.
Lo scopo ultimo della politica era di conseguire "il bel vivere", che aveva a che fare con il riposo o l'attività. È proprio questo il salto di qualità che è attribuibile tutt'oggi ai Greci: sperimentarono di rado quel conflitto fra società ed individuo che è causato dalla distanza fra chi governa e chi è governato, ed era evidente che gli interessi dell'individuo fossero quelli della comunità.
Nella polis i diritti e i doveri del cittadino comprendevano l'attività politica, il servizio militare e la partecipazione alla vita religiosa della comunità. Il godimento dei pieni diritti politici spettava solo ai figli maschi adulti di status libero che erano considerati politai, ossia in possesso del diritto di cittadinanza in base a diversi criteri. Dal godimento dei pieni diritti erano escluse le donne, gli stranieri residenti liberi e gli schiavi.
Sul piano politico i diritti fondamentali consistevano nell'esercitare la sovranità e le magistrature (archein), praticare l'attività giudiziaria (dikazein), partecipare alle assemblee (ekklesiazein). Essere cittadini comportava una serie di vantaggi di carattere puramente economico, dalla retribuzione delle cariche pubbliche, al possesso di beni immobili, all'accesso ai sussidi statali e alle distribuzioni di denaro, grano e carne.
Per quanto riguarda il ruolo militare, la guerra costituisce una delle attività principali del mestiere di cittadino. Ad Atene si era tenuti a prestare il servizio militare dai 20 ai 40 anni di età, mentre fino al compimento dei 59 anni si entrava a far parte della riserva, e dopo i 60 anni si usciva definitivamente dalle liste agli abili.
L'inquadramento del cittadino nelle strutture della città era regolato da strumenti quali le tribù, un tipo di organizzazione della popolazione ampiamente diffuso nelle città greche. Tutti i cittadini al compimento dei 18 anni giuravano sulla Costituzione, impegnandosi a difendere la patria ed a obbedire alle leggi. I cittadini erano inseriti in strutture preesistenti alla realtà delle polis e risalenti alle antiche tradizioni di carattere genetico, organismi paralleli a quelli statali.

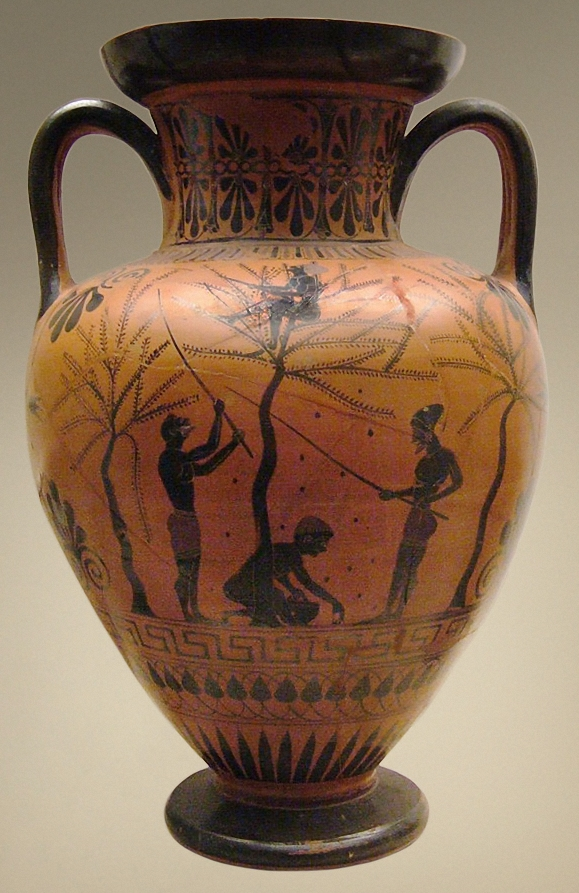
Raccolta delle olive; lato B di un'anfora a collo distinto in ceramica a figure nere del Pittore di Antimene (520 a.C. circa; Londra, British Museum).

### Economia
L'economia della Grecia antica era caratterizzata da una forte predominanza del settore agricolo, mentre le materie prime venivano fornite soprattutto mediante la creazione di colonie. Più di una fonte di sostentamento, l'agricoltura era alla base dei rapporti sociali: la maggioranza della popolazione del mondo greco era rurale e la proprietà fondiaria rappresentava un ideale.
L'artigianato e il commercio (principalmente marittimo) si svilupparono a partire dal VI secolo a.C. In ogni caso i greci provavano una certa ripugnanza per il lavoro retribuito, in particolare il lavoro manuale: la politica era l'unica attività considerata degna per un cittadino, il resto del lavoro era svolto principalmente da schiavi.

### Schiavitù
La schiavitù nell'antica Grecia si espanse, nel corso dei secoli, dai pochi schiavi di proprietà dei sovrani ad un vero e proprio mercato. La maggior parte degli schiavi erano prigionieri di guerra.
In epoca omerica, infatti, i pochi schiavi a servizio del re e dei nobili erano soprattutto donne impiegate come domestiche, ma anche come concubine. Gli uomini si occupavano del pascolo e dell'agricoltura. Tra l'800 e il 600 a.C. con la colonizzazione dalle sponde del Mar Nero a quelle del Mediterraneo, il commercio di schiavi si sviluppò notevolmente. Nei secoli seguenti con lo sviluppo dell'industria l'utilizzo degli schiavi si estese anche in questo settore, prevalendo sull'impiego di uomini liberi e estendendosi anche alle miniere, ai lavori pubblici e alle case private.

### Educazione
L'educazione svolse un ruolo significativo nella vita greca dalla fondazione delle poleis fino al periodo ellenistico e romano. Dalle sue origini nell'età omerica nella tradizione aristocratica, la formazione greca si è gradualmente "democratizzata" nel V secolo a.C., grazie anche all'influenza dei sofisti, di Platone e di Isocrate. Nel periodo ellenistico, l'istruzione in una palestra era considerata un presupposto imprescindibile per la partecipazione alla vita greca.
C'erano due forme di educazione nella Grecia antica: quella formale, attraverso la frequenza di una scuola pubblica o fornita da un precettore assunto, e quella informale, fornita da un insegnante non pagato in un contesto privato. L'istruzione era una componente essenziale dell'identità di un cittadino greco e il tipo di educazione impartita era basata sulla classe sociale di appartenenza e sulla cultura della propria polis.